# Waldemar Zipperer
Waldemar Zipperer (* 12. August 1913 in Offenburg; † Juli 2011 ebenda) war ein deutscher Unternehmer.
Historische Bedeutung erlangte er durch seine Beteiligung an der Festnahme des Hitler-Attentäters Georg Elser am 8. November 1939, als dieser in Konstanz nachts in die Schweiz flüchten wollte. Dafür wurde er vom Hilfsgrenzangestellten zum Zollassistenten befördert und mit dem Zollgrenzschutz-Ehrenzeichen ausgezeichnet.
1936 hatte er bereits in Offenburg ein Autohaus gegründet. Nach dem Zweiten Weltkrieg baute er seine Position als Ford-Haupthändler aus mit Niederlassungen in Wolfach, Kehl und Donaueschingen. 1962 gründete er in Offenburg die Firma Zippo und wurde mit Hebebühnen Marktführer in Deutschland. Seine Frau Bernadette wirkte beim Aufbau dieses Unternehmens mit. Aus Altersgründen verkaufte er die Zippo Lift GmbH, die heute in Halver angesiedelt ist. Für seine Verdienste um die Wirtschaft, als Gründer des CDU-Wirtschaftsrats und Förderer der deutsch-französischen Beziehungen erhielt Zipperer 1979 das Bundesverdienstkreuz.